# Guariba (kommun)
Guariba är en kommun i Brasilien.   Den ligger i delstaten São Paulo, i den sydöstra delen av landet, 600 km söder om huvudstaden Brasília. Antalet invånare är 35 491. Arean är 270 kvadratkilometer.
Terrängen i Guariba är platt.
Följande samhällen finns i Guariba:
- Guariba

Trakten runt Guariba består till största delen av jordbruksmark. Runt Guariba är det ganska tätbefolkat, med 54 invånare per kvadratkilometer.